# Кабанбай (Тарбагатайський район)
Кабанба́й (каз. Қабанбай) — село у складі Тарбагатайського району Східноказахстанської області Казахстану. Адміністративний центр Кабанбайського сільського округу.
Населення — 1033 особи (2021; 1210 у 2009, 1698 у 1999, 1694 у 1989).
Національний склад станом на 1989 рік:
- казахи — 100 %

До 1992 року село називалося Крупське.